# Préférence manuelle et orientation sexuelle
 (mars 2025).
La mise en forme du texte ne suit pas les recommandations de Wikipédia : il faut le « wikifier ».
Les points d'amélioration suivants sont les cas les plus fréquents. Le détail des points à revoir est peut-être précisé sur la page de discussion.
- Les titres sont pré-formatés par le logiciel. Ils ne sont ni en capitales, ni en gras.
- Le texte ne doit pas être écrit en capitales (les noms de famille non plus), ni en gras, ni en italique, ni en « petit »…
- Le gras n'est utilisé que pour surligner le titre de l'article dans l'introduction, une seule fois.
- L'italique est rarement utilisé : mots en langue étrangère, titres d'œuvres, noms de bateaux, etc.
- Les citations ne sont pas en italique mais en corps de texte normal. Elles sont entourées par des guillemets français : « et ».
- Les listes à puces sont à éviter, des paragraphes rédigés étant largement préférés. Les tableaux sont à réserver à la présentation de données structurées (résultats, etc.).
- Les appels de note de bas de page (petits chiffres en exposant, introduits par l'outil «  Source ») sont à placer entre la fin de phrase et le point final[comme ça].
- Les liens internes (vers d'autres articles de Wikipédia) sont à choisir avec parcimonie. Créez des liens vers des articles approfondissant le sujet. Les termes génériques sans rapport avec le sujet sont à éviter, ainsi que les répétitions de liens vers un même terme.
- Les liens externes sont à placer uniquement dans une section « Liens externes », à la fin de l'article. Ces liens sont à choisir avec parcimonie suivant les règles définies. Si un lien sert de source à l'article, son insertion dans le texte est à faire par les notes de bas de page.
- La présentation des références doit suivre les conventions bibliographiques. Il est recommandé d'utiliser les modèles {{Ouvrage}}, {{Chapitre}}, {{Article}}, {{Lien web}} et/ou {{Bibliographie}}. Le mode d'édition visuel peut mettre en forme automatiquement les références.
- Insérer une infobox (cadre d'informations à droite) n'est pas obligatoire pour parachever la mise en page.

Pour une aide détaillée, merci de consulter Aide:Wikification.
Si vous pensez que ces points ont été résolus, vous pouvez retirer ce bandeau et améliorer la mise en forme d'un autre article.

Un certain nombre de chercheurs ont suggéré une relation entre la préférence manuelle et l’orientation sexuelle, indiquant que les individus hétérosexuels sont un peu plus susceptibles d’être droitiers que les individus homosexuels.
La relation entre préférence manuelle et l'orientation sexuelle a été suggérée chez les deux sexes et peut refléter l'étiologie biologique de l'orientation sexuelle ; les travaux de Ray Blanchard ont lié cette relation à l'effet de l'ordre de naissance fraternel, qui suggère qu'un homme ayant plusieurs frères biologiques plus âgés est plus susceptible d'être homosexuel.
Le psychologue Chris McManus et une équipe de chercheurs se sont penchés sur la relation à l’homosexualité et ont conclu :

« De nombreuses études menées dans les années 1980 et 1990 se sont interrogées sur l'existence d'une relation avec la latéralité manuelle, et nous avions conclu, comme d'autres, qu'il n'y en avait pas. Cependant, une méta-analyse de 20 études, incluant la nôtre, portant sur un total de 6182 hommes homosexuels, a modifié cette conclusion : les hommes homosexuels avaient une probabilité significativement plus élevée d’être gauchers.
Les études précédentes avaient généralement échoué en raison de leur taille insuffisante, une étude type comptant environ 300 hommes homosexuels, ce qui la rendait statistiquement sous-dimensionnée. Cela a été confirmé plus tard par la grande étude Internet de la BBC sur le sexe et la sexualité, où 4616 hommes homosexuels ont montré un excès significatif de gauchers, un effet similaire ayant été observé chez les femmes homosexuelles dans l'étude de 2008. »

— McManus, Chris, "Half a century of handedness research: Myths, truths; fictions, facts; backwards, but mostly forwards", Brain and Neuroscience Advances

## Études

### Lalumièreet al., méta-analyse de 2000
Lalumière et coll . ont mené une méta-analyse de 20 études portant sur un total de 6 987 homosexuel et 16 423 participants hétérosexuels. Ils ont constaté que les hommes homosexuels avaient 34 % plus de chances de ne pas être droitiers, et que les femmes homosexuelles avaient 91 % plus de chances (39 % au total).

### Williamset al., 2000
Dans une étude portant sur 382 hommes (278 homosexuel et 104 (hétérosexuels) aucune association significative n'a été observée entre la préférence manuelle et l'orientation sexuelle.

### Étude de Mustanskiet al., 2002
Mustanski et al . ont examiné l'orientation sexuelle et la préférence manuelle dans un échantillon de 382 hommes (205 hétérosexuel; 177 homosexuel) et 354 femmes (149 hétérosexuel; 205 homosexuel). Bien qu'une proportion significativement plus élevée de femmes homosexuelles se soit avérée gauchères par rapport aux femmes hétérosexuelles (18 % contre 10 %), aucune différence significative n'a été constatée entre les hommes hétérosexuels et homosexuels en ce qui concerne la préférence manuelle.

### Lippa, étude de 2003
Lippa a examiné l'orientation sexuelle et la préférence manuelle dans un échantillon de 812 hommes (351 hétérosexuel; 461 homosexuel) et 1 189 femmes (707 hétérosexuel; 472 homosexuel). Les hommes homosexuels étaient 82 % plus susceptibles de ne pas être droitiers que les hommes hétérosexuels, mais aucune différence significative n'a été trouvée entre les femmes hétérosexuelles et homosexuelles en termes de latéralité. En combinant hommes et femmes dans un seul grand échantillon, les individus homosexuels étaient 50 % plus susceptibles de ne pas être droitiers que les individus hétérosexuels.

### Étude de Blanchardet al., 2006
Ray Blanchard et al . ont soutenu que l’ effet de l’ordre de naissance fraternel (la probabilité qu’un garçon soit homosexuel augmente avec le nombre de frères aînés qui ont la même mère biologique) semble être limité aux hommes droitiers. De plus, la même étude indique que les hommes gauchers sans frères aînés sont plus susceptibles d’être homosexuels que les hommes non droitiers qui ont des frères aînés. Comme l’ont dit Blanchard et al . dans leur rapport,
Les probabilités d'homosexualité sont plus élevées pour les hommes qui ont une préférence autre que la main droite ou qui ont des frères plus âgés, par rapport aux hommes qui n'ont aucune de ces caractéristiques, mais les risques pour les hommes ayant les deux caractéristiques sont similaires aux risques pour les hommes n'ayant aucune de ces caractéristiques.

### Enquête de la BBC
Dans une enquête multinationale en ligne, il a été constaté que les hommes homosexuels et les lesbiennes sont plus susceptibles d’être gauchers (13 et 11 %, respectivement) que les hommes et les femmes hétérosexuels (11 % et 10 %, respectivement). Les bisexuels des deux sexes se décrivent plus souvent comme ambidextres que les homosexuels ou les hétérosexuels du même sexe (hommes bisexuels : 12 % ; hommes homosexuels et hétérosexuels : 8 % ; femmes bisexuelles : 16 % ; lesbiennes : 12 % ; femmes hétérosexuelles : 8 %).

### Blanchard, 2008 ÉtudeArchives of Sexual Behavior
Une étude ultérieure menée par Blanchard a révélé que les hommes homosexuels droitiers et les hommes hétérosexuels gauchers avaient un nombre statistiquement significatif de frères et sœurs masculins plus âgés, mais qu'il n'y avait aucun effet observable significatif ni pour les hommes hétérosexuels droitiers ni pour les hommes homosexuels gauchers.

### Blanchard, 2008 ÉtudeLaterality
Blanchard a envisagé des procédés par lesquels l’ effet de l’ordre de naissance fraternel et de la latéralité pourraient être expliqués en termes d’hypothèse immunitaire maternelle. Dans ce cas, on suppose que la mère développe une immunité accrue aux antigènes mâles à chaque grossesse et produit ainsi un plus grand nombre d'anticorps « anti-mâles ». Il suggère deux possibilités : soit les fœtus non droitiers sont moins sensibles aux anticorps, soit les mères de fœtus gauchers ne les produisent pas, pour une raison quelconque.

### Schwartzet al., 2010, EtudeHair whorl
Dans un échantillon comprenant 694 hommes homosexuels et 894 Chez les hommes hétérosexuels, il a été constaté que 13,9 % des hommes homosexuels et 15,9 % des hommes hétérosexuels n'étaient pas droitiers, une différence non significative. L'étude a reproduit « l'effet de l'ordre de naissance fraternel » pour les hommes homosexuels, mais contrairement à Blanchard (2006) (voir ci-dessus), elle a constaté que l'effet s'appliquait à la fois aux hommes homosexuels droitiers et gauchers, étant en effet plus fort pour les seconds que pour les premiers.

### Kishida et Rahman, 2015
Dans un échantillon de 478 hommes hétérosexuels et 425 On a constaté que les hommes homosexuels et les hommes gays présentaient une probabilité significativement plus élevée d'être extrêmement droitiers et non droitiers par rapport aux hommes hétérosexuels.

### Lee Elliset al., 2016
Parmi un échantillon d’étudiants universitaires en Malaisie et aux États-Unis, il a été constaté que l’attirance pour les personnes du même sexe était liée à la gaucherie chez les femmes. Chez les hommes, aucune corrélation de ce type n’a été constatée après contrôle de l’origine ethnique.

### Asexualité
Une étude réalisée sur Internet en 2014 a tenté d’analyser la relation entre l’auto-identification comme asexuel, la latéralité et d’autres marqueurs biologiques, en comparaison avec des individus d’autres groupes d’orientation sexuelle. Un total de 325 asexuels (60 hommes et 265 femmes), 690 hétérosexuels (190 hommes et 500 femmes) et 268 non-hétérosexuels (64 hommes et 204 (femmes) ont rempli des questionnaires en ligne. L'étude affirme que les hommes et les femmes asexuels étaient 2,4 et 2,5 fois, respectivement, plus susceptibles de ne pas être droitiers que leurs homologues hétérosexuels.